# Station Ourt
Ourt is een voormalige halte langs spoorlijn 163 (Libramont – Bastenaken – Gouvy) in het Belgisch-Luxemburgse dorp Ourt in de gemeente Libramont-Chevigny.
De halte kent een bewogen historie:
- Per 1-10-1892 komt een nieuwe stopplaats op proef voor reizigers te Ourt. Gelegen op 2,537 m[4].  van Bernimont en op 3.610,30 m van Libramont, dat beheert. De conducteur verkoopt de plaatsbewijzen.
- Tijdens de Eerste Wereldoorlog werd de halte gesloten en is vanaf 1-5-1916 tot 1918 in stappen weer in dienst gekomen.
- In 1920 werd de stopplaats Ourt definitief afgeschaft.
- Heropend 22-5-1937 als facultatieve stopplaats. Vanaf 1-2-1938 gewone stopplaats.
- Vanaf 28-5-1978 gesloten.

De halte ligt dicht bij het viaduct van de weg Le Petit Saldon. Het verdwenen perron was bereikbaar door een pad van het viaduct naar beneden.
0,0: Libramont ·
3,5: Ourt ·
6,6: Bernimont ·
10,5: Wideumont ·
15,7: Rosières ·
18,9: Morhet ·
22,2: Sibret ·
24,2: Villeroux ·
28,7: Bastenaken-Zuid ·
29,8: Bastenaken-Noord ·
33,4: Bizory ·
38,9: Bourcy ·
44,6: Tavigny ·
52,5: Limerlé ·
58,9: Gouvy ·
66,4: Beho ·
69,0: Maldange ·
71,4: Weisten ·
74,2: Crombach ·
79,0: Sankt Vith